# Sangay
Der Sangay ist ein 5230 m hoher aktiver Vulkan im Südosten Ecuadors.

## Lage und Umgebung
Der Sangay liegt am Ostrand der Königskordillere im Südosten Ecuadors und ist Namensgeber für den Sangay-Nationalpark. Seine Osthänge fallen in das Amazonasbecken ab, im Westen grenzt das Páramo-Hochland Ecuadors an. Die Landschaft in der Umgebung des Sangays ist geprägt durch labyrinthartige Bergrippen mit einer einzigartigen Flora und Fauna.

## Name
Der Name Sangay wird meistens auf das Kichwa-Wort samkay zurückgeführt, welches für „erschrecken“ steht. Es gibt aber auch andere Theorien.

## Vulkanische Aktivität

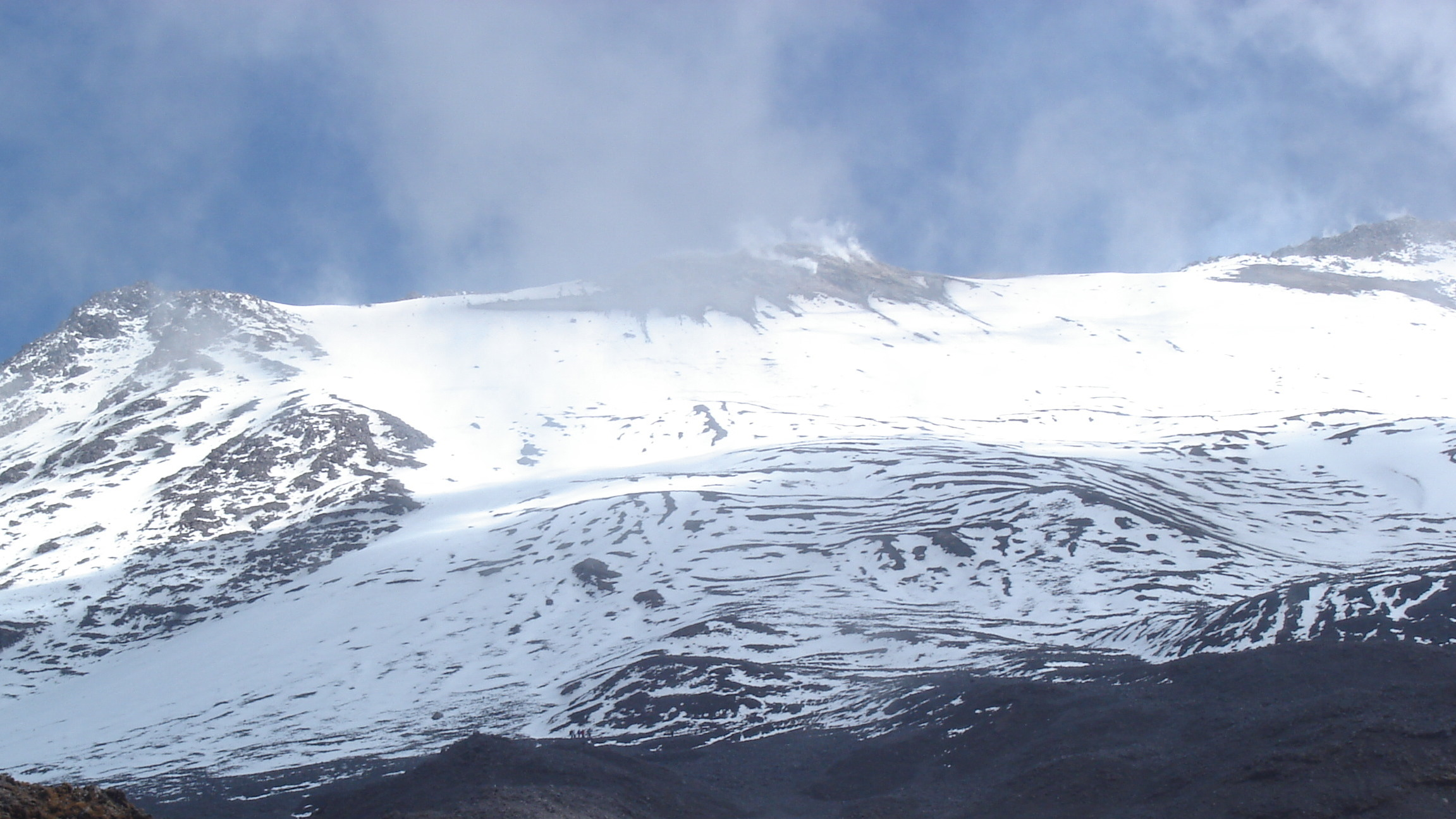
Eruptionen am Sangay

Der Sangay gehört weltweit zu den Vulkanen mit der höchsten Kontinuität der vulkanischen Aktivität. Seit 1934 wirft der Vulkan nahezu ununterbrochen Felsbrocken und Asche aus. Aufgrund der Eruptionen, die im Abstand von 15 bis 60 Minuten stattfinden, baut sich der Vulkankegel weiter auf. Der Gipfel weist drei Krater auf, wobei der Hauptkrater im Südwesten einen Durchmesser von 100 m hat.
Mitte 2020 nahm die vulkanische Aktivität deutlich zu und es kam zu heftigen Eruptionen mit pyroklastischen Strömen und Laharen.

## Routen zum Gipfel

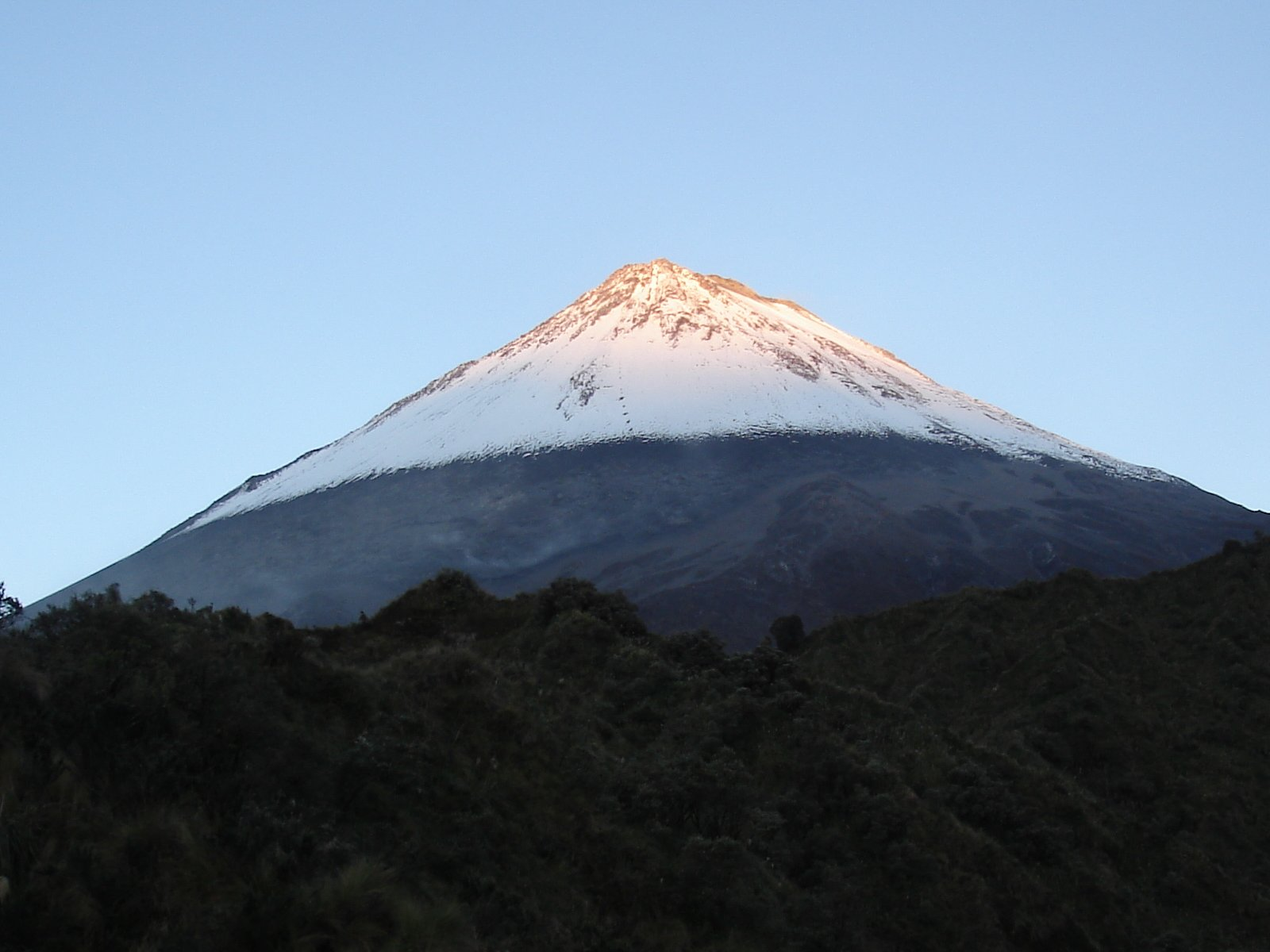
Sangay vom Lager La Playa aus gesehen.

Die Besteigung ist technisch einfach, allerdings durch die häufigen Eruptionen mit Steinauswürfen und darauf folgenden Gerölllawinen nicht ungefährlich. Der übliche Zustieg erfolgt von Westen mit Startpunkt in Eten oder Alao. Bis zum Basecamp auf ca. 3600 m (La Playa, span. für „der Strand“ wegen eines nahe gelegenen Baches mit flachem Ufer) sind es drei Tagesetappen durch teils anspruchsvolles Gelände mit vielen Überschreitungen von Bergrücken und Flussdurchquerungen. Vom Basecamp aus steigt man zunächst mit Gummistiefeln über mehrere der typischen Rippen Richtung Südosten bis zu einem markanten Felsen in ca. 4200 m Höhe (La Ventana, spanisch für „Das Fenster“, da von hier zum ersten Mal in das Amazonasbecken gesehen werden kann). Der weitere Aufstieg erfolgt mit Bergstiefeln von der Südseite zunächst über Geröll- und Schneefelder bis zum Rand des Kraters. Der Gipfelerfolg hängt nicht nur vom Wetter und den Sichtbedingungen, sondern insbesondere von der aktuellen Aktivität des Vulkans ab.

## Erstbesteigung
Am 4. August 1929 wurde der Berg durch Robert Thomas Moore, Terris Moore, Waddel Austin und Lewis Thorne erstmals erklommen.

## Zwischenfälle
Am 14. März 1972 wurde eine aus Quito kommende Douglas DC-3/C-47-DL der ecuadorianischen ATESA (Luftfahrzeugkennzeichen HC-SJE) gegen den Vulkan Sangay geflogen, 41 Kilometer nordwestlich des Flughafens Macas, dem Ziel des Fluges. Bei diesem CFIT (Controlled flight into terrain) wurden 6 der 7 Insassen auf dem Frachtflug getötet.